# Rabih az-Zubayr
Rabih az-Zubayr ibn Fadl Allah eller Rabih Fadlallah (1842 – 22. april 1900) var en sudansk krigsherre og slavehandler, som etablerede et styrkefuldt rige vest for Tchad-søen, i nutidens Tchad. 
| Biografi | Spire Denne biografi er en spire som bør udbygges. Du er velkommen til at hjælpe Wikipedia ved at udvide den. |